# ساشا هیرشزون
 ساشا هیرشزون (انگلیسی: Saša Hiršzon؛ زادهٔ ۱۴ ژوئیهٔ ۱۹۷۲) یک تنیس‌باز اهل کرواسی است.